# Gilbert Perreault

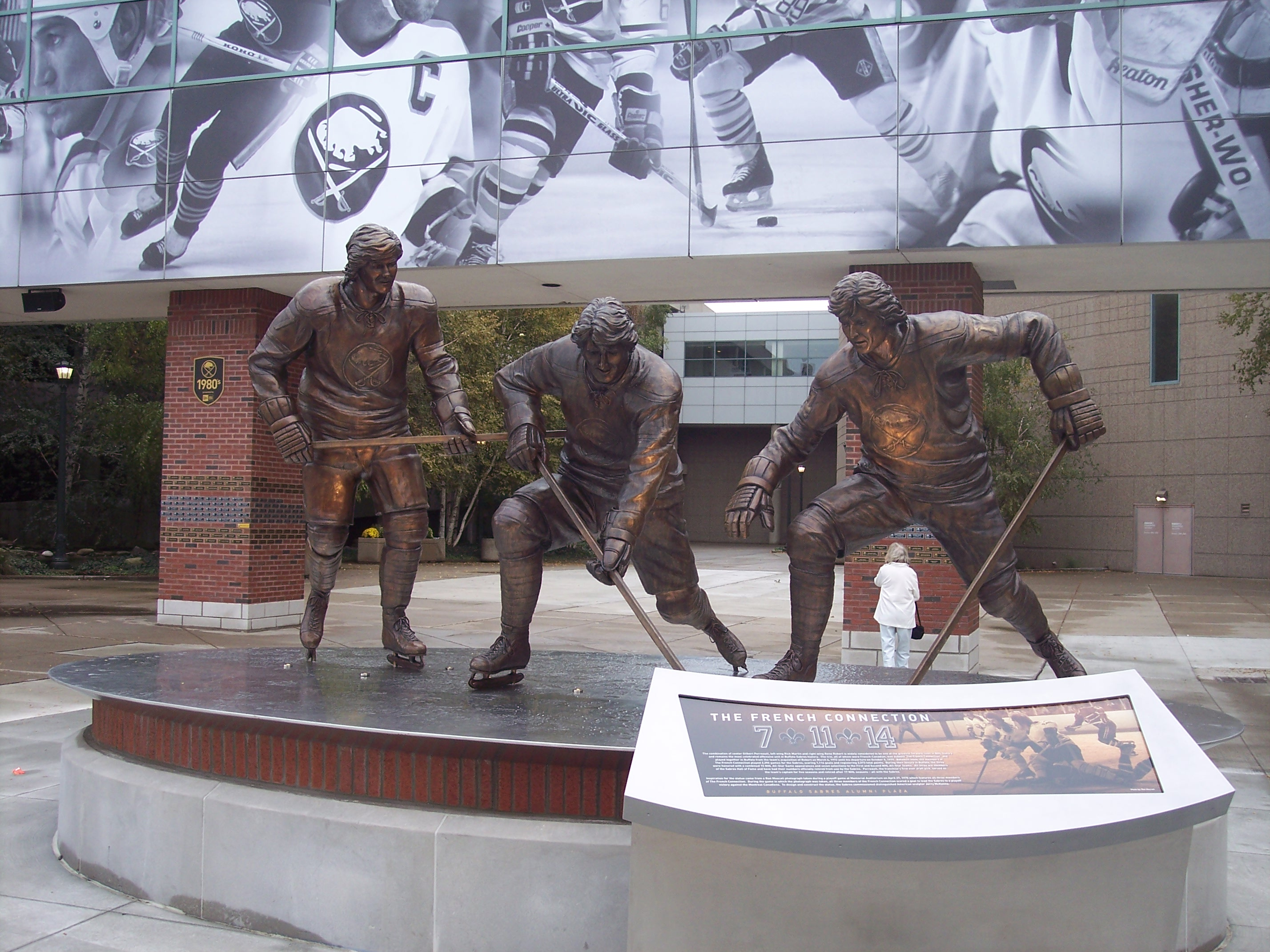
Staty över kedjan "The French Connection" med Gilbert Perreault, René Robert och Rick Martin utanför First Niagara Center i Buffalo.

Gilbert Perreault, född 13 november 1950 i Victoriaville, Québec, är en kanadensisk före detta professionell ishockeyspelare. Han var under 17 NHL-säsonger en duktig playmaker och målskytt i Buffalo Sabres, innan han 1986 lade skridskorna på hyllan. Han hade då gjort 512 mål, 814 assist och 1326 poäng på 1191 grundseriematcher i NHL och blev 1990 invald i Hockey Hall of Fame.
I Buffalo Sabres spelade Perreault i en kedja tillsammans med Rick Martin och René Robert. Kedjan kallades "The French Connection" på grund av spelarnas fransk-kanadensiska ursprung.
Perreault representerade Kanada i Summit Series 1972, som Kanada vann, samt i Canada Cup 1976 och 1981, med ett guld respektive ett silver som resultat. 

## Statistik

### Klubbkarriär
| 1967–68    | Montreal Junior Canadiens | OHA          | 47   | 15  | 34  | 49   | 10  | 11 | 8  | 9  | 17  | 5  |
| 1968–69    | Montreal Junior Canadiens | OHA          | 54   | 37  | 60  | 97   | 29  | 14 | 5  | 10 | 15  | 10 |
| 1968–69    | Montreal Junior Canadiens | Memorial Cup |      |     |     |      |     | 8  | 3  | 12 | 15  | 4  |
| 1969–70    | Montreal Junior Canadiens | OHA          | 54   | 51  | 71  | 121  | 26  | 16 | 17 | 21 | 38  | 4  |
| 1969–70    | Montreal Junior Canadiens | Memorial Cup |      |     |     |      |     | 12 | 17 | 19 | 36  | 16 |
| 1970–71    | Buffalo Sabres            | NHL          | 78   | 38  | 34  | 72   | 19  | —  | —  | —  | —   | —  |
| 1971–72    | Buffalo Sabres            | NHL          | 76   | 26  | 48  | 74   | 24  | —  | —  | —  | —   | —  |
| 1972–73    | Buffalo Sabres            | NHL          | 78   | 28  | 60  | 88   | 10  | 6  | 3  | 7  | 10  | 2  |
| 1973–74    | Buffalo Sabres            | NHL          | 55   | 18  | 33  | 51   | 10  | —  | —  | —  | —   | —  |
| 1974–75    | Buffalo Sabres            | NHL          | 68   | 37  | 59  | 96   | 36  | 17 | 6  | 9  | 15  | 10 |
| 1975–76    | Buffalo Sabres            | NHL          | 80   | 44  | 69  | 113  | 36  | 9  | 4  | 4  | 8   | 4  |
| 1976–77    | Buffalo Sabres            | NHL          | 80   | 39  | 56  | 95   | 30  | 6  | 1  | 8  | 9   | 4  |
| 1977–78    | Buffalo Sabres            | NHL          | 79   | 41  | 48  | 89   | 20  | 8  | 3  | 2  | 5   | 0  |
| 1978–79    | Buffalo Sabres            | NHL          | 79   | 27  | 58  | 85   | 20  | 3  | 1  | 0  | 1   | 2  |
| 1979–80    | Buffalo Sabres            | NHL          | 80   | 40  | 66  | 106  | 57  | 14 | 10 | 11 | 21  | 8  |
| 1980–81    | Buffalo Sabres            | NHL          | 56   | 20  | 39  | 59   | 56  | 8  | 2  | 10 | 12  | 2  |
| 1981–82    | Buffalo Sabres            | NHL          | 62   | 31  | 42  | 73   | 40  | 4  | 0  | 7  | 7   | 0  |
| 1982–83    | Buffalo Sabres            | NHL          | 77   | 30  | 46  | 76   | 34  | 10 | 0  | 7  | 7   | 8  |
| 1983–84    | Buffalo Sabres            | NHL          | 73   | 31  | 59  | 90   | 32  | —  | —  | —  | —   | —  |
| 1984–85    | Buffalo Sabres            | NHL          | 78   | 30  | 53  | 83   | 42  | 5  | 3  | 5  | 8   | 4  |
| 1985–86    | Buffalo Sabres            | NHL          | 72   | 21  | 39  | 60   | 28  | —  | —  | —  | —   | —  |
| 1986–87    | Buffalo Sabres            | NHL          | 20   | 9   | 7   | 16   | 6   | —  | —  | —  | —   | —  |
| OHA totalt | OHA totalt                | OHA totalt   | 155  | 103 | 165 | 268  | 65  | 41 | 30 | 40 | 70  | 19 |
| NHL totalt | NHL totalt                | NHL totalt   | 1191 | 512 | 814 | 1326 | 500 | 90 | 33 | 70 | 103 | 44 |

### Internationellt
| År            | Lag           | Turnering     |    | Matcher | Mål | Assist | Poäng | Utv |
| ------------- | ------------- | ------------- | -- | ------- | --- | ------ | ----- | --- |
| 1972          | Kanada        | Summit Series | 2  | 1       | 1   | 2      | 0     |     |
| 1976          | Kanada        | Canada Cup    | 7  | 4       | 4   | 8      | 2     |     |
| 1981          | Kanada        | Canada Cup    | 4  | 3       | 6   | 9      | 2     |     |
| Senior totalt | Senior totalt | Senior totalt | 13 | 8       | 11  | 19     | 4     |     |